# Georges Valmier

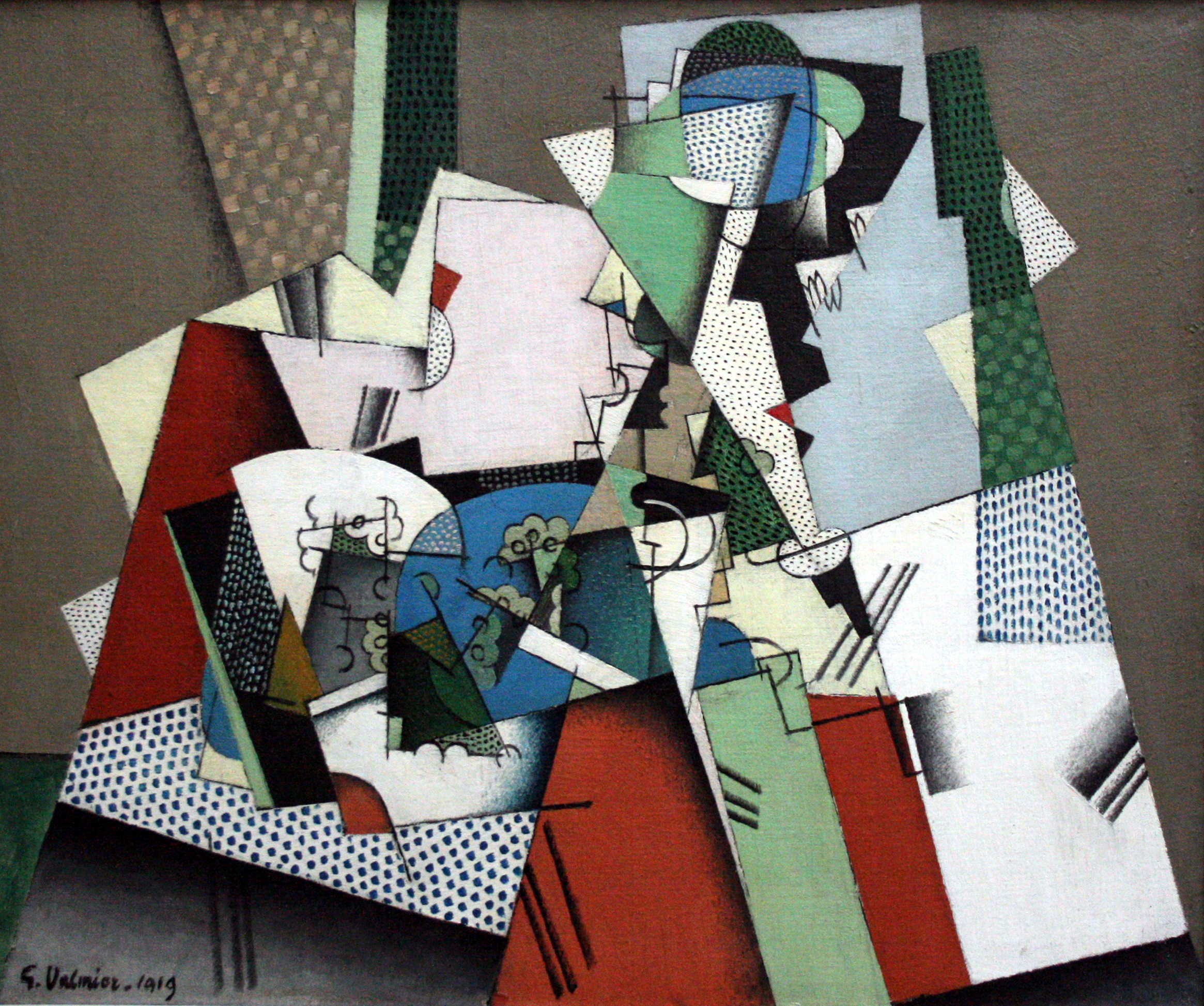
Geometrisch stilleven - 1919, Kröller-Müller Museum

Georges Valmier (Angoulême, 11 april 1885 - Montmartre, 25 maart 1937) was een Frans schilder. Zijn werk omvat de belangrijkste stromingen van de moderne geschiedenis van de schilderkunst. Zijn vroege werken zijn impressionistisch. Rond zijn vijfentwintigste ontdekte hij het kubisme en vanaf 1921 vervaardigde hij abstracte kunst.
In 1890 verhuisde hij met zijn familie naar Montmartre. Hij groeide op in een omgeving met liefde voor de kunst, waaronder muziek en schilderkunst.
Bij zijn terugkeer uit militaire dienst (1904-1905), ontdekte hij het werk van Cézanne.
Hij doorliep de École des Beaux-Arts waar hij tot 1909 werd onderwezen door Luc-Olivier Merson. In 1908 trouwde hij met Jeanne Bliss Pessina, en in 1912 werd hun dochter Martha geboren.
Georges Valmier werd gemobiliseerd in 1914, en gestationeerd in Toul. Hij maakte kennis met Albert Gleizes. Terug in Montmartre in 1918 ontmoette hij Léonce Rosenberg, die hem al snel onder contract bracht. Hij organiseerde in 1921 een solo-tentoonstelling in de Galerie de L'Effort Moderne. Van 1923 tot 1927 werden zijn werken regelmatig gepubliceerd in het Bulletin de L'Effort Moderne
Het begin van de jaren 30 markeerde de definitieve overgang naar abstractie. Valmier werd bestuurslid van Abstraction-Creation, naast  Arp, Gleizes, Helion, Kupka, Tutundjian en Vantongerloo en de Hongaarse schilder Alfred Reth. Formes dans l'Espaceis de titel van een aantal van hun werken.
In 1936 begon hij aan drie monumentale werken, bestemd voor de filmzaal van het Palais des Chemins de Fer tijdens de Wereldtentoonstelling van 1937.
In 1932 werd Valmier ziek en op 25 maart 1937 overleed hij te Montmartre.
Valmier schilderde niet alleen; hij ontwierp ook decors en kostuums voor theater en ballet, patronen voor stoffen, tapijten, voorwerpen, enz. Valmier overleed tamelijk jong, op 54-jarige leeftijd, en hij vervaardigde in totaal niet meer dan 300 olieverfschilderijen. Hij vervaardigde vele gouaches als voorbereiding op zijn schilderijen, vaak in meerdere versies, die op 
zichzelf zijn vakmanschap, zijn gevoel voor kleur en zijn grote inventiviteit voor vormen weergeven.
Georges Valmier was behalve schilder ook muzikant, hij zong Debussy, Ravel, Fauré of Satie tijdens grote concerten.
- Bibliothèque nationale de France: cb149591342 (data)
- Gemeinsame Normdatei: 1014332869
- International Standard Name Identifier: 0000 0000 6660 1301
- Library of Congress Control Number: nr94011636
- RKD-Nederlands Instituut voor Kunstgeschiedenis: 79115
- Système universitaire de documentation: 136231551
- Union List of Artist Names: 500005229
- Virtual International Authority File: 7656992
- WorldCat: E39PBJp9thtkDYpW6BCPkWkdQq